# Leo Peters

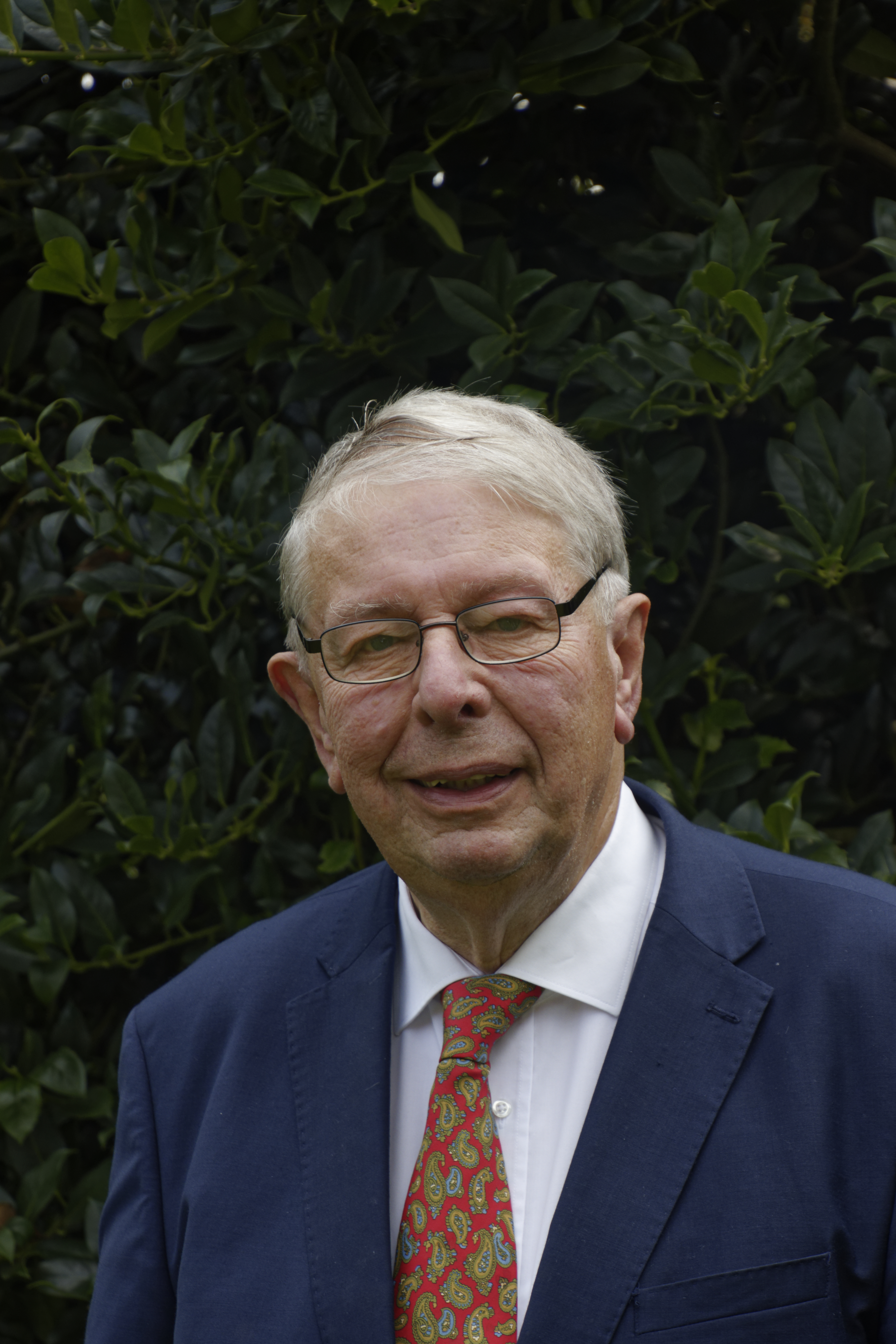
Leo Peters, 2021

Leo Theodor Peters (* 9. September 1944 in Kaldenkirchen) ist ein deutscher Archivar, Historiker, Autor und Professor für Geschichte.

## Leben und Werk
Leo Peters besuchte bis zum Jahr 1965 das Fichte-Gymnasium in Krefeld. Anschließend studierte er Philosophie, Germanistik und Geschichte an den Universitäten Münster und Bonn, hier vor allem geschichtliche Landeskunde bei Franz Petri und Edith Ennen, und promovierte 1971 mit einer Dissertation über die Geschichte des Geschlechtes von Schaesberg. Neben der deutschen Ausgabe erschien sie auch als Buch in der niederländischen Reihe Maaslandse Monografieen.
Nach zweijähriger Referendarzeit am Hauptstaatsarchiv Düsseldorf und am Hessischen Staatsarchiv in Marburg legte er dort sein Archivassessorexamen ab. 1973 wurde er Leiter des Kreisarchivs in Kempen. Als Archivar entdeckte er u. a. einen Ablassbrief von Johannes Gutenberg als Einband eines Buches; dieser gehört heute zur Dauerausstellung des Mainzer Gutenberg-Museums. Von 1978 bis 2009 war er als Schul- und Kulturdezernent des Kreises Viersen tätig.
Peters gehört zahlreichen Geschichtsvereinen an, ist Ehrenvorsitzender des Historischen Vereins für den Niederrhein und Ehrenmitglied der „Gesellschaft für Rheinische Geschichtskunde“. Außerdem ist er Ehrenvorsitzender des Kuratoriums der Adalbert-Stiftung. Er verfasste zahlreiche Bücher und Aufsätze zur Geschichte des Rheinlandes und hat als Wissenschaftler „wie kein anderer das Verständnis der Regionalgeschichte gefördert“. Von 1975 bis 2009 war Peters 35 Jahre lang Redakteur des seit 1949 jährlich erscheinenden Heimatbuches des Kreises Viersen, das sich vor allem mit historischen Themen befasst. Die Ausgabe 1995 wurde vom Deutschen Heimatbund als beste des Genres ausgezeichnet. Als Autor schreibt Peters in ununterbrochener Folge bis zur aktuellen Ausgabe für das Heimatbuch. Für rund zwei Jahrzehnte war Peters seit 1976 außerdem verantwortlich für die Redaktion der wissenschaftlichen Schriftenreihe des Kreises Viersen.
Als Vertreter des Kreises Viersen gehörte er von 1999 bis 2020 als Mitglied bzw. Sachkundiger Bürger der Landschaftsversammlung, dem obersten Organ Landschaftsverbandes Rheinland, an. Er vertrat den Kreis außerdem in der grenzüberschreitenden Euregio Rhein-Maas-Nord und im Landkreistag Nordrhein-Westfalen. Er übernahm verschiedene Funktionen bei der CDU und im Rat der Stadt Nettetal. Er ist Mitglied der Christdemokraten für das Leben (CDL), war von 1988 bis 2000 Vorsitzender des NRW-Landesverbandes und war Beisitzer des Bundesvorstands.
Peters ist Honorarprofessor am Historischen Seminar der Heinrich-Heine-Universität Düsseldorf mit einem Lehrauftrag für Rheinische Landesgeschichte. 2008 wurde er mit dem Bundesverdienstkreuz am Bande ausgezeichnet.
Leo Peters ist verheiratet, hat zwei Söhne und lebt im Nettetaler Ortsteil Kaldenkirchen.

## Publikationen

### Buchveröffentlichungen und Monographien
- Der Kreis Viersen am Niederrhein. Heimat und Arbeit. (Mitarbeit; Gesamtredaktion.) Theiss, Stuttgart 1978, ISBN 3-8062-0184-6.
- Wilhelm von Rennenberg. Ein rheinischer Edelherr zwischen den konfessionellen Fronten. Schriftenreihe des Kreises Viersen, Kempen 1979.
- Geschichte des Geschlechtes von Schaesberg bis zur Mediatisierung. Ein Beitrag zur Erforschung der interterritorialen Verflechtungen des rhein-maasländischen Adels. Matussek, Nettetal 1990, ISBN 3-920743-19-9.
- Der Niederrhein. Schauplatz europäischer Geschichte. 50 neue Ereignisse. Droste Düsseldorf, ISBN 978-3-7700-2105-5.
- Kaldenkirchen. Rheinischer Städteatlas. Böhlau, Köln 1996, ISBN 3-7927-1562-7.
- Geschichte der Stadt Kaldenkirchen. (Zweibändiges Werk). B.o.s.s., Kleve 1998, ISBN 3-9805931-5-0.
  - Teil 1. Von ihren Anfängen bis zum Ende der französischen Zeit 1814.
  - Teil 2. Vom Beginn der preußischen Zeit bis zum Ende der Selbständigkeit 1970.
- Grenzland: Land an der Grenze / Grensland: land aan de grens. Kreis Heinsberg – Limburg. 1999.
- Stadtgeschichte Willich. (Mitautor). B.o.s.s., Kleve 2003, ISBN 3-933969-34-4.
- Eine jüdische Kindheit am Niederrhein. Die Erinnerungen des Julius Grunewald (1860 bis 1929). (Hrsg.) Böhlau, Köln 2009, ISBN 978-3-412-20356-6.
- Der Niederrhein. Schauplatz europäischer Geschichte. Düsseldorf 2014, ISBN 978-3-9816252-6-4.
- Unbekannte Quellen zur Armierung der Festung Jülich im 16. und 17. Jahrhundert : der Vollzug von Artikel 88 des Pyrenäenfriedens von 1659, Joseph-Kuhl-Gesellschaft: Kleine Schriftenreihe; Nr. 26, ISBN 978-3-943568-09-7
- mit Hans Hecker und Hans Süssmuth: Der Internationale Adalbert-Preis für Frieden, Freiheit und Zusammenarbeit in Europa Preisträger 1995–2015, Düsseldorf 2016, ISBN 978-3-95758-030-6

### Beiträge
- Bracht und die Herrschaft Grubbenvorst, in: Heimatbuch Kreis Viersen 69 (2018), S. 69–87
- Rudolf H. Müller (1. Dezember 1924 – 14. Oktober 2017). Oberkreisdirektor des Kreises Kempen-Krefeld und des Kreises Viersen 1960–1984, in: Heimatbuch Kreis Viersen 70 (2019), S. 93–112
- Die Kempener Kunsthistorikerin Margret Cordt (1936–2018), in: Heimatbuch Kreis Viersen 71 (2020), S. 91–99
- „Ein doucer guthmüthiger Mann“. Unbekannte Nachrichten zur Biografie des Grafen Heinrich von Schaesberg (1779–1835), in: Heimatbuch Kreis Viersen 72 (2021), S. 19–39
- Der Kaldenkirchener Ehrenbürger Dr. Hermann Lueb (1864–1936) und seine Familie im Ersten Weltkrieg, in: Heimatbuch Kreis Viersen 73 (2022), S. 39–48
- Maler des Porträts der Ferdinanda von Wachtendonk (1608–1644) entdeckt, in: Heimatbuch Kreis Viersen 74 (2023), S. 197–204
- Szenen einer entvölkerten Stadt. Unbekannte Nachrichten aus der Zeit der Evakuierung Kaldenkirchens 1944/45, in: Heimatbuch Kreis Viersen 75 (2024), S. 247–272